# Altnaharra
Altnaharra (gaèlic escocès, Allt na h-Eirbhe) és un petit llogaret al comtat de Sutherland a la regió de Highland del nord d'Escòcia. El llogaret es troba a la carretera A836, prop de la seva unió amb la B873. Els pobles més propers són Lairg i Tongue. Els lochs de la zona són el Loch Naver i el Loch Eriboll.
El nom d'Altnaharra deriva del gaèlic escocès Allt na h-Eirbhe, que significa Corrent en el mur limítrof. El poble és nomenat així per un corrent que flueix a través del llogaret.
Altnaharra és conegut per l'Hotel Altnaharra, que es va inaugurar l'any 1820 i ràpidament es va convertir en un lloc popular pels pescadors que visiten els lochs propers. L'hotel fou també popular pels senderistes i muntanyencs que poden anar als propers Ben Hope i Ben Klibreck; l'hotel generalment es tanca a l'hivern i s'obre de nou al març.
Una altra dada famosa prové de l'estació meteorològica del Met Office situada aquí. La latitud nord d'Altnaharra i la seva situació terra endins significa que a l'hivern presenta regularment els extrems diaris meteorològics pel Regne Unit. El 30 de desembre de 1995 la temperatura que es va registrar aquí fou la temperatura més baixa del Regne Unit, amb -27,2 °C. Això iguala un registre de Braemar als Grampians. l'11 de febrer de 1895 i el 10 de gener de 1982. A l'inrevés, el 20 de març de 2009, va ser de fet el lloc més càlid del Regne Unit amb 18,5 °C. Aquesta és la més alta temperatura registrada en un mes de març en una estació meteorològica, i possiblement la primera vegada que l'estació havia registrat la temperatura més càlida del Regne Unit. El mateix dia, també va registrar la temperatura més freda de nit, amb -3 °C, donant una indicació del ràpidament que les condicions meteorològiques poden canviar a les àrees remotes. El 8 de gener de 2010, la temperatura va baixar a -22.3 °C. El 2 de desembre del mateix any es van registrar -20.9 °C 